# Албрехт Мекленбургски
Албрехт III (на немски: Albrecht III, Herzog zu Mecklenburg, Albrecht von Mecklenburg; * ок. 1338, † 1 март 1412) е от 1364 до 1389 г. крал на Швеция и от 1384 г. до смъртта си херцог на Мекленбург.

## Произход и управление
Той е вторият син на херцог Албрехт II от Мекленбург (1318 – 1379) и съпругата му Еуфемия Ериксдотер (1317 – 1370), сестра на шведския крал Магнус IV Ериксон. Албрехт е на трето място по реда на наследяване на трона след управляващия крал Магнус Ериксон и неговия син Хокон VI.
През 1364 г. Албрехт получава кралския печат в Стокхолм, докато в други части на страната не е признат. Последва осемгодишна гражданска война. През 1371 г. Албрехт получава правото да запази короната си, фактическата власт обаче е в ръцете на могъщия Бо Жонсон Грип от съвета.
След смъртта на Бо Жонсон през 1386 г. съветът се обръща за помощ към датската кралица Маргарета I. Тя побеждава Албрехт през 1389 г. в битката при Åsle близо до Фалкьопинг. Албрехт е затворен за шест години заедно със сина му Ерих. След тригодишни преговори те са освободени през 1395 г. с условие, че Албрехт ще предаде шведската корона на Маргарета.
След загубата му Албрехт се връща в Мекленбург и поема Херцогство Мекленбург. По време на неговото отсъствие вероятно е управлявал неговият племенник Йохан IV, който остава след връщането му като съ-регент.
Албрехт умира през 1412 г. и е погребан в манастира Доберан.

## Фамилия
Албрехт III е женен два пъти.
Първи брак: с Рихардис фон Шверин († 1377, Стокхолм), дъщеря на граф Ото фон Шверин. С нея той има най-малко три деца:
- Ерих (1359 – 1397), 1395 – 1397 регент на Готланд
- Рихардис († сл. 1400), омъжена за Йохан, херцог на Гьорлиц
- дъщеря, доказана в документи като: herczogen Albrecht von Mekelimburg sone tochter eyne, weliche denne die iungiste ist.

- Рихардис фон Шверин

Втори брак: през 1396 в Шверин с Агнес II фон Брауншвайг-Люнебург († 1434), дъщеря на херцог Магнус фон Брауншвайг от рода Велфи. С нея той има един син:
- Албрехт V (* 1397; † 1 юни/6 декември 1423), херцог на Мекленбург от 1412 г., женен през 1423 г. за маркграфиня Маргарета фон Бранденбург († 1465)

- Надгробната плоча на Агнес фон Брауншвайг-Люнебург в Гадебуш